# Osmia ariadne
Osmia ariadne är en biart som beskrevs av Peters 1978. Osmia ariadne ingår i släktet murarbin, och familjen buksamlarbin. Inga underarter finns listade i Catalogue of Life.